# Urocissa ornata
La gazza di Ceylon o gazza blu dello Sri Lanka (Urocissa ornata (Wagler, 1829)) è un uccello passeriforme appartenente alla famiglia Corvidae.

## Descrizione

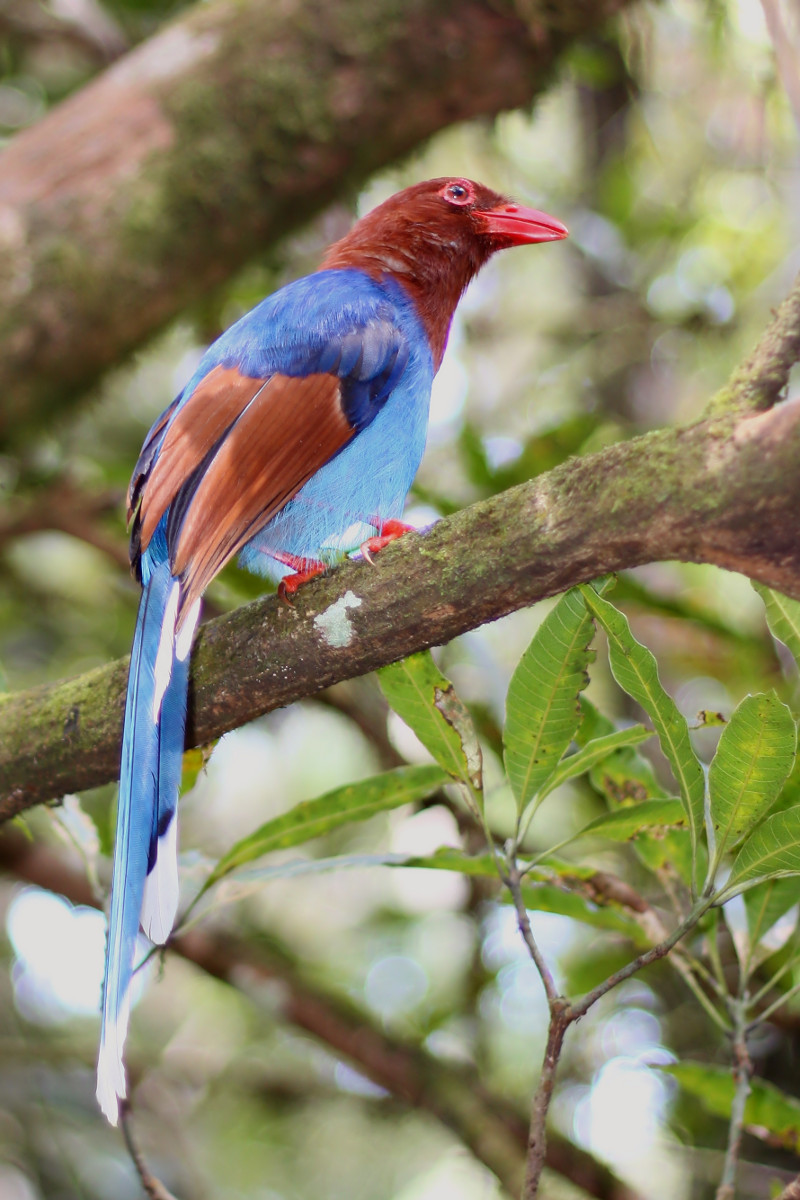
Esemplare nella riserva forestale di Sinharaja.

### Dimensioni
Misura 40-47 cm di lunghezza, per 196 g di peso.

### Aspetto
Si tratta di uccelli dall'aspetto slanciato, muniti di testa arrotondata con lungo e forte becco conico dall'estremità adunca, ali lunghe e digitate, lunga coda (poco più del corpo) e zampe forti. Nel complesso, la gazza di Ceylon ricorda molto la gazza eurasiatica, sia per l'aspetto che per la distribuzione dei colori (che però in questa specie sono del tutto differenti).
Il piumaggio è inconfondibile: la testa, il collo e la parte superiore del petto sono di color bruno-cannela, e dello stesso colore sono anche le remiganti primarie, mentre le secondarie sono di colore blu-violaceo. Dorso, petto e ali sono di colore azzurro-bluastro, mentre ventre e fianchi schiariscono nell'azzurro brillante: la coda è dello stesso colore, con le singole penne dalla punta biancastra, col bianco delimitato da una banda di colore blu-nerastro.

I sessi sono simili per taglia e colorazione.
Il becco è di color rosso corallo: dello stesso colore sono anche le zampe e l'ampio cerchio perioculare glabro, mentre gli occhi sono di colore rosso scuro.

## Biologia

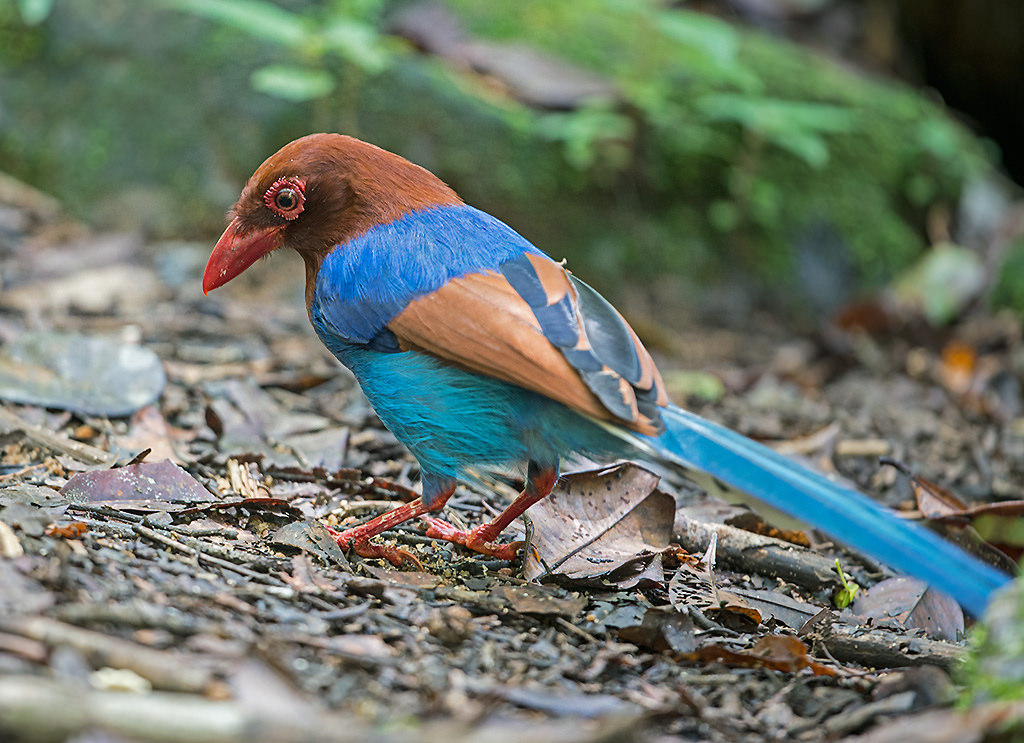
Esemplare cerca il cibo al suolo.

La gazza di Ceylon è un uccello dalle abitudini di vita diurne, che si muove da solo o in coppie passando la maggior parte della giornata indifferentemente al suolo o fra i rami di alberi e cespugli alla ricerca di cibo.
Nonostante si tratti di uccelli piuttosto schivi, essi sono molto rumorosi e ciarlieri: il loro richiamo (formato da un fischio nasale, seguito da due corti ed acuti uguali fra loro, che ricorda una ruota cigolante) viene infatti emesso quasi incessantemente, ed è di solito il primo segno della presenza di questi animali nella zona. La gazza del Ceylon emette inoltre tutta una serie di richiami fischiati e gracchianti, ed oltre a ciò è in grado di imitare i suoni dell'ambiente circostante.

### Alimentazione
Si tratta di uccelli onnivori, la cui parte carnivoro/insettivora della dieta è preponderante: essi si nutrono infatti perlopiù di grossi insetti (coleotteri e grilli), bruchi, larve, altri invertebrati e piccoli vertebrati (topolini, lucertole, rane), ma possono cibarsi sporadicamente anche di bacche e frutta matura.

### Riproduzione
La stagione riproduttiva di questi uccelli comincia verso la metà di gennaio: rigidamente monogami, le coppie rimangono assieme anche per anni.
Il nido, a forma di coppa, viene costruito da ambedue i sessi fra i rami di un cespuglio alto o di un albero: esso ha forma di coppa e viene edificato utilizzando rametti e fibre vegetali, foderando la parte interna con licheni e radichette.

Al suo interno la femmina depone 3-5 uova biancastre con fitta punteggiatura bruna, che provvede a covare da sola (col maschio che rimane di guardia nei pressi e si occupa inoltre di reperire il cibo per sé e per la compagna) per circa tre settimane, al termine delle quali schiudono pulli ciechi ed implumi.

I nidiacei vengono accuditi e imbeccati da ambedue i genitori: essi cominciano a tentare l'involo attorno alle tre settimane dalla schiusa, continuando a rimanere coi genitori (seguendoli nei loro spostamenti e chiedendo loro sporadicamente l'imbeccata) ancora per una settimana circa prima di affrancarsene definitivamente ed allontanarsi dal territorio natio.

## Distribuzione e habitat
Come intuibile dal nome comune, la gazza di Ceylon è endemica dello Sri Lanka, del quale occupa la porzione centro-meridionale corrispondente grossomodo al triangolo compreso fra le città di Kandy, Badulla e Matara.
L'habitat di questi uccelli è rappresentato dalla foresta pluviale tropicale di pianura e collina: questi uccelli popolano sia le zone di foresta primaria che secondaria, colonizzando anche le piantagioni di tè.